# We've Only Just Begun
Singles de Carpenters
(They Long to Be) Close to You
(1970) Merry Christmas Darling
(1970)
We've Only Just Begun est une chanson des Carpenters extraite de leur deuxième album, intitulé Close to You et sorti en août 1970.
Publiée en single (sur le label A&M Records) en septembre 1970, la chanson a atteint la 2e place du Hot 100 du magazine musical américain Billboard, passant en tout 17 semaines dans le chart.
En 2004, Rolling Stone a classé cette chanson, dans la version originale des Carpenters, 405e sur sa liste des « 500 plus grandes chansons de tous les temps ». (En 2010, le magazine rock américain a mis à jour sa liste, maintenant la chanson est 414e.)

## Composition
La chanson a été écrite par Paul Williams et Roger Nichols. L'enregistrement des Carpenters a été produit par Jack Daugherty.